# Dendrobium wenzelii
Dendrobium wenzelii är en orkidéart som beskrevs av Oakes Ames. Dendrobium wenzelii ingår i släktet Dendrobium, och familjen orkidéer.
Artens utbredningsområde är Filippinerna. Inga underarter finns listade i Catalogue of Life.